# Giải vô địch bóng đá nữ U-19 châu Á 2017
Giải vô địch bóng đá nữ U-19 châu Á 2017 là mùa giải thứ 9 của Giải vô địch bóng đá nữ U-19 châu Á. Giải được tổ chức tại Trung Quốc từ 15-28 tháng 10 năm 2017 với tổng cộng tám đội tranh tài.
Ba đội đứng đầu giải đại diện cho châu Á tại Giải vô địch bóng đá nữ U-20 thế giới 2018 ở Pháp.

## Vòng loại
Lễ bốc thăm vòng loại được tổ chức vào ngày 16 tháng 5 năm 2016. Bốn đội vào thẳng vòng chung kết nhờ thành tích năm 2015, trong khi các đội khác tham dự vòng loại cho bốn vị trí còn lại. Vòng loại được tổ chức từ ngày 27 tháng 10 đến ngày 6 tháng 11 năm 2016, trong đó bảng C bị hoãn lại đến 20-24 tháng 12 năm 2016 vì vua Bhumibol Adulyadej qua đời.

### Các đội tham dự
8 đội sau đây vượt qua vòng loại.
| Đội               | Ttư cách                    | Số lần dự | Thành tích tốt nhất              |
| ----------------- | --------------------------- | --------- | -------------------------------- |
| Nhật Bản          | Vô địch 2015                | 9         | Vô địch (2002, 2009, 2011, 2015) |
| CHDCND Triều Tiên | Á quân 2015                 | 9         | Vô địch (2007)                   |
| Hàn Quốc          | Vị trí thứ 3 2015           | 9         | Vô địch (2004, 2013)             |
| Trung Quốc        | Vị trí thứ 4 2015 / Chủ nhà | 9         | Vô địch (2006)                   |
| Úc                | Nhất bảng A                 | 7         | Hạng ba (2006)                   |
| Uzbekistan        | Nhất bảng B                 | 4         | Vòng bảng (2002, 2004, 2015)     |
| Thái Lan          | Nhất bảng C                 | 6         | Hạng tư (2004)                   |
| Việt Nam          | Nhất bảng D                 | 4         | Hạng sáu (2011)                  |

## Địa điểm
Giải đấu sẽ tổ chức ở Nam Kinh, tại Trung tâm Thể thao Giang Ninh và Sân của trung tâm huấn luyện Giang Tô.

## Bốc thăm
Lễ bốc thăm được tổ chức vào 28 tháng 4 năm 2017, 16:00 MYT (UTC+8), tại AFC House ở Kuala Lumpur, Malaysia. Tám đội chia thành hai bảng, mỗi bảng có 4 đội. Các đội được phân loại dựa theo kết quả tại Giải vô địch bóng đá nữ U-19 châu Á 2015 và vòng loại, trong khi chủ nhà Trung Quốc được xếp vào vị trí A1.
| Nhóm 1                              | Nhóm 2                           | Nhóm 3            | Nhóm 4                    |
| ----------------------------------- | -------------------------------- | ----------------- | ------------------------- |
| 1. Trung Quốc (Chủ nhà) 2. Nhật Bản | 1. CHDCND Triều Tiên 2. Hàn Quốc | 1. Úc 2. Thái Lan | 1. Uzbekistan 2. Việt Nam |

## Trọng tài
Tổng cộng 8 trọng tài và 10 trợ lý trọng tài đã được sắp đặt cho giải vô địch.
| Trọng tài - Kate Jacewicz - Tần Lượng - Saltanat Noroozi - Kajiyama Fusako - Thein Thein Aye - Ri Hyang-ok - Oh Hyeon-jeong - Anna Sidorova | Trợ lí trọng tài - Renae Coghill - Bao Mengxiao - Fang Yan - Uvena Fernandes - Ensieh Khabaz - Hagio Maiko - Teshirogi Naomi - Hong Kum-Nyo - Kim Kyoung-Min - Zilola Rahmatova |

## Vòng bảng
2 đội đứng đầu mỗi bảng giành quyền vào vòng bán kết.
Tất cả theo giờ địa phương, CST (UTC+8).

### Bảng A
| VT | Đội               | ST | T | H | B | BT | BB | HS  | Đ | Giành quyền tham dự |
| -- | ----------------- | -- | - | - | - | -- | -- | --- | - | ------------------- |
| 1  | CHDCND Triều Tiên | 3  | 3 | 0 | 0 | 13 | 0  | +13 | 9 | Đấu loại trực tiếp  |
| 2  | Trung Quốc (H)    | 3  | 2 | 0 | 1 | 4  | 2  | +2  | 6 | Đấu loại trực tiếp  |
| 3  | Uzbekistan        | 3  | 0 | 1 | 2 | 2  | 6  | −4  | 1 |                     |
| 4  | Thái Lan          | 3  | 0 | 1 | 2 | 2  | 13 | −11 | 1 |                     |

| Trung Quốc                                 | 2–0      | Uzbekistan |
| ------------------------------------------ | -------- | ---------- |
| - Chen Yuanmeng 19' - Liu Jing 61' (ph.đ.) | Chi tiết |            |

| CHDCND Triều Tiên | 9–0      | Thái Lan |
| --- | -------- | -------- |
| - Sung Hyang-sim 12', 45+1', 47', 69' - Kim Pom-ui 19' (ph.đ.) - Ri Hae-yon 39', 64' - Ju Hyo-sim 45+2' - An Song-ok 82' | Chi tiết |          |

| Thái Lan | 0–2      | Trung Quốc                            |
| -------- | -------- | ------------------------------------- |
|          | Chi tiết | - Tipkritta 29' (l.n.) - Liu Jing 72' |

| Uzbekistan | 0–2      | CHDCND Triều Tiên                |
| ---------- | -------- | -------------------------------- |
|            | Chi tiết | - Ju Hyo-sim 9' - Kim Pom-ui 58' |

| Trung Quốc | 0–2      | CHDCND Triều Tiên                |
| ---------- | -------- | -------------------------------- |
|            | Chi tiết | - An Song-ok 3' - Ri Hae-yon 28' |

| Thái Lan                       | 2–2      | Uzbekistan              |
| ------------------------------ | -------- | ----------------------- |
| - Kanyanat 45+1' - Orrapan 71' | Chi tiết | - Khabibullaeva 9', 66' |

### Bảng B
| VT | Đội      | ST | T | H | B | BT | BB | HS  | Đ | Giành quyền tham dự |
| -- | -------- | -- | - | - | - | -- | -- | --- | - | ------------------- |
| 1  | Nhật Bản | 3  | 3 | 0 | 0 | 15 | 1  | +14 | 9 | Đấu loại trực tiếp  |
| 2  | Úc       | 3  | 2 | 0 | 1 | 8  | 7  | +1  | 6 | Đấu loại trực tiếp  |
| 3  | Hàn Quốc | 3  | 1 | 0 | 2 | 5  | 4  | +1  | 3 |                     |
| 4  | Việt Nam | 3  | 0 | 0 | 3 | 2  | 18 | −16 | 0 |                     |

| Hàn Quốc | 0–2      | Úc                          |
| -------- | -------- | --------------------------- |
|          | Chi tiết | - Siemsen 70' - Ibini 90+3' |

| Nhật Bản                                                                | 8–0      | Việt Nam |
| ----------------------------------------------------------------------- | -------- | -------- |
| - Endo 3' - Ono 30' - Ueki 33' - Takarada 53', 59', 67' - Sato 57', 73' | Chi tiết |          |

| Việt Nam | 0–5      | Hàn Quốc                                                      |
| -------- | -------- | ------------------------------------------------------------- |
|          | Chi tiết | - Mun Eun-ju 8' - Kim So-eun 23', 74', 85' - Kim Eun-soul 58' |

| Úc            | 1–5      | Nhật Bản                                                          |
| ------------- | -------- | ----------------------------------------------------------------- |
| - Siemsen 13' | Chi tiết | - Miyagawa 51' - Hayashi 58' - Miyazawa 66' - Takarada 72', 90+3' |

| Nhật Bản                  | 2–0      | Hàn Quốc |
| ------------------------- | -------- | -------- |
| - Muraoka 49' - Kanno 81' | Chi tiết |          |

| Úc                                              | 5–2      | Việt Nam                           |
| ----------------------------------------------- | -------- | ---------------------------------- |
| - Siemsen 5' - Lowe 13' - Chidiac 28', 69', 72' | Chi tiết | - Tuyết Ngân 50' - Hà Thị Nhai 81' |

## Vòng đấu loại trực tiếp

### Tóm tắt
|  | Bán kết                | Bán kết  |                        |   | Chung kết | Chung kết |
|  |                        |          |                        |   |           |           |
|  | 25 tháng 10 – Nam Kinh |          |                        |   |           |           |
|  |                        |          |                        |   |           |           |
|  | CHDCND Triều Tiên      | 3        |                        |   |           |           |
|  | CHDCND Triều Tiên      | 3        | 28 tháng 10 – Nam Kinh |   |           |           |
|  | Úc                     | 0        |                        |   |           |           |
|  | Úc                     | 0        | CHDCND Triều Tiên      | 0 |           |           |
|  | 25 tháng 10 – Nam Kinh |          | CHDCND Triều Tiên      | 0 |           |           |
|  |                        | Nhật Bản | 1                      |   |           |           |
|  | Nhật Bản               | Nhật Bản | 1                      | 5 |           |           |
|  | Nhật Bản               |          |                        | 5 |           |           |
|  | Trung Quốc             | 0        |                        |   |           |           |
|  | Trung Quốc             | 0        | Tranh hạng ba          |   |           |           |
|  |                        |          |                        |   |           |           |
|  | 28 tháng 10 – Nam Kinh |          |                        |   |           |           |
|  |                        |          |                        |   |           |           |
|  | Úc                     | 0        |                        |   |           |           |
|  | Úc                     | 0        |                        |   |           |           |
|  | Trung Quốc             | 3        |                        |   |           |           |

### Bán kết
Đội thắng giành quyền tham dự Giải vô địch bóng đá nữ U-20 thế giới 2018.
| CHDCND Triều Tiên                                 | 3–0      | Úc |
| ------------------------------------------------- | -------- | -- |
| - Kim Pom-ui 9' (ph.đ.) - Sung Hyang-sim 28', 65' | Chi tiết |    |

| Nhật Bản                                                              | 5–0      | Trung Quốc |
| --------------------------------------------------------------------- | -------- | ---------- |
| - Miyazawa 47', 48' - Chen Qiaozhu 61' (l.n.) - Ueki 64' - Mehara 85' | Chi tiết |            |

### Tranh hạng ba
Đội chiến thắng giành quyền tham dự Giải vô địch bóng đá nữ U-20 thế giới 2018.
| Úc | 0–3      | Trung Quốc                                   |
| -- | -------- | -------------------------------------------- |
|    | Chi tiết | - He Luyao 20' - Xie Qiwen 53' - Jin Kun 54' |

### Chung kết
| CHDCND Triều Tiên | 0–1      | Nhật Bản   |
| ----------------- | -------- | ---------- |
|                   | Chi tiết | - Ueki 50' |

## Giải thưởng
Các giải thưởng sau được trao khi kết thúc giải đấu.
| Cầu thủ xuất sắc nhất | Vua phá lưới   | Giải Fair Play |
| --------------------- | -------------- | -------------- |
| Sung Hyang-sim        | Sung Hyang-sim | Nhật Bản       |

## Cầu thủ ghi bàn
6 bàn
- Sung Hyang-sim

5 bàn
- Takarada Saori

3 bàn
- Kim So-eun
- Miyazawa Hinata
- Ueki Riko
- Kim Pom-ui
- Ri Hae-yon
- Alex Chidiac
- Remy Siemsen

2 bàn
- Liu Jing
- Sato Mizuka
- An Song-ok
- Ju Hyo-sim
- Diyorakhon Khabibullaeva

1 bàn
- Endo Jun
- Hayashi Honoka
- Kanno Oto
- Mehara Rina
- Miyagawa Asato
- Muraoka Mami
- Ono Nana
- Kim Eun-soul
- Mun Eun-ju
- Kanyanat Chetthabutr
- Orrapan Bungthong
- Chen Yuanmeng
- He Luyao
- Jin Kun
- Xie Qiwen
- Princess Ibini
- Rachel Lowe
- Hà Thị Nhài
- Tuyết Ngân

1 phản lưới
- Tipkritta (gặp Trung Quốc)
- Chen Qiaozhu (gặp Nhật Bản)

Nguồn: the-afc.com 